# Ian McLauchlain
Ian James McLauchlain (ur. 27 czerwca 1948 w Sydney, zm. 12 stycznia 2008 tamże) – australijski piłkarz wodny, olimpijczyk.
Reprezentował Australię na Letnich Igrzyskach Olimpijskich 1972, które odbyły się w Monachium, zajmując 12. miejsce.